# Campionat de Zúric 1974
L'edició del 1974 fou la 59a del Campionat de Zuric. La cursa es disputà el 5 de maig de 1974, pels voltants de Zúric i amb un recorregut de 254 quilòmetres. El vencedor final fou el belga Walter Godefroot, que s'imposà per davant de Gustaaf Van Roosbroeck i Frans Verbeeck.

## Classificació final
|    | Ciclista               | Equip                          | Temps      |
| -- | ---------------------- | ------------------------------ | ---------- |
| 1  | Walter Godefroot       | Carpenter-Confortluxe-Flandria | 6h 54' 45" |
| 2  | Gustaaf Van Roosbroeck | M.I.C.-Ludo-De Gribaldy        | m. t.      |
| 3  | Frans Verbeeck         | Watney-Maes Pils               | m. t.      |
| 4  | Barry Hoban            | Gan-Mercier-Hutchinson         | m. t.      |
| 5  | Herman Van Springel    | M.I.C.-Ludo-De Gribaldy        | m. t.      |
| 6  | Louis Pfenninger       | Zonca                          | m. t.      |
| 7  | André Dierickx         | Merlin Plage-Shimano-Flandria  | m. t.      |
| 8  | Georges Pintens        | M.I.C.-Ludo-De Gribaldy        | m. t.      |
| 9  | Hennie Kuiper          | Rokado                         | m. t.      |
| 10 | Gerrie Knetemann       | Gan-Mercier-Hutchinson         | m. t.      |